# Шляховский сельский совет (Коломакский район)
Шляховско́й сельский совет (укр. Шляхівська сільська рада) — входит в состав Коломакского района Харьковской области Украины.
Административный центр сельского совета находится в селе Шляхово́е.

## История
- 1921 — дата образования.
- 1976 - Шляховской сельсовет в Валковском районе.
- Июль 2020 - Коломакский район ликвидирован.

## Населённые пункты совета
- село Шляхово́е
- село Андрусовка
- село Бондаревка
- село Бровковое
- село Дмитровка
- село Дорофе́евка (в 1966 году)
- село Кисовка (Кисевка)
- село Крашани́цино (в 1976 году)
- село Латышовка
- село Логвиновка
- село Никола́евка
- село Сургаевка